# Rombicuboctaedro

Rombicuboctaedro

O Rombicuboctaedro é um sólido de Arquimedes.
Este sólido é obtido:
- Como dual do Icositetraedro deltoidal

ou
- Por expansão do Cubo

As suas faces são oito triângulos equiláteros e dezoito quadrados. Tem 48 arestas e 24 vértices idênticos, onde se encontram um triângulo e três quadrados.
O Poliedro dual do Rombicuboctaedro é o Icositetraedro deltoidal.

## Planificação

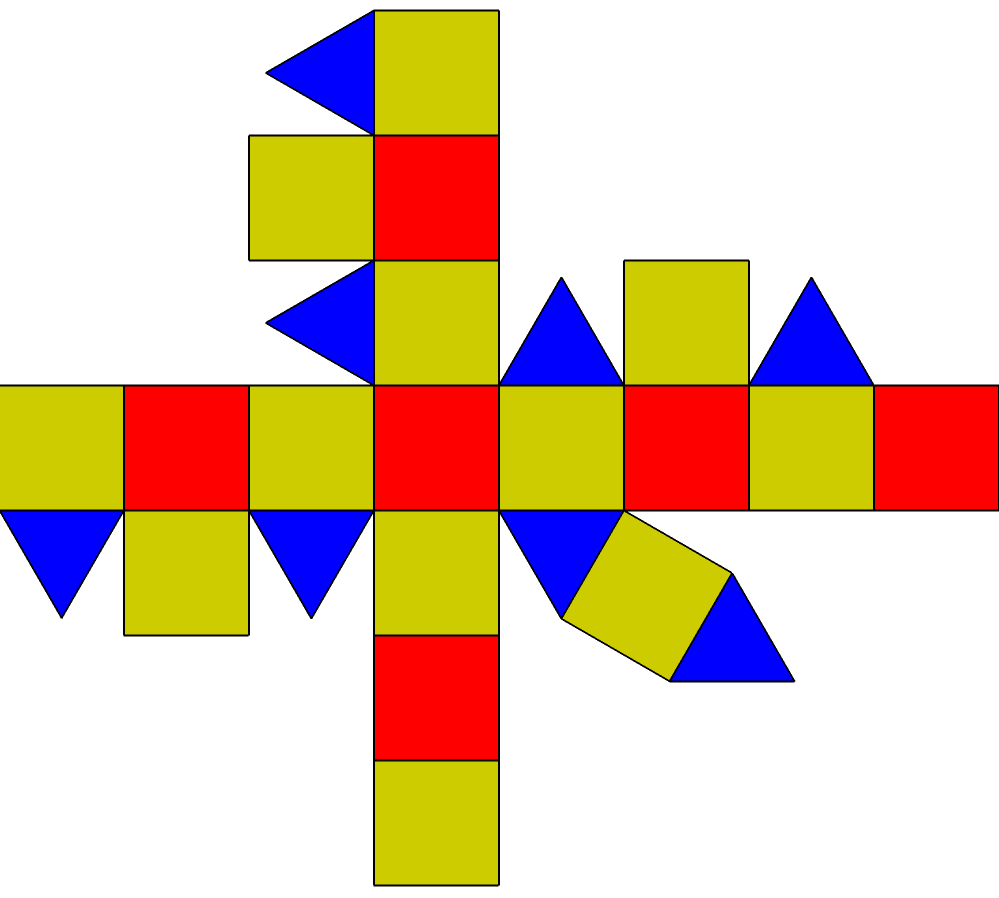
Imagem plana

## Área e Volume
Área A e o volume V de um Rombicuboctaedro de lado a:
{\displaystyle A=2a^{2}(9+{\sqrt {3}})\approx 21,4641~a^{2}}
{\displaystyle V={\frac {2a^{3}(6+5{\sqrt {2}})}{3}}\approx 8,7140~a^{3}}

## História

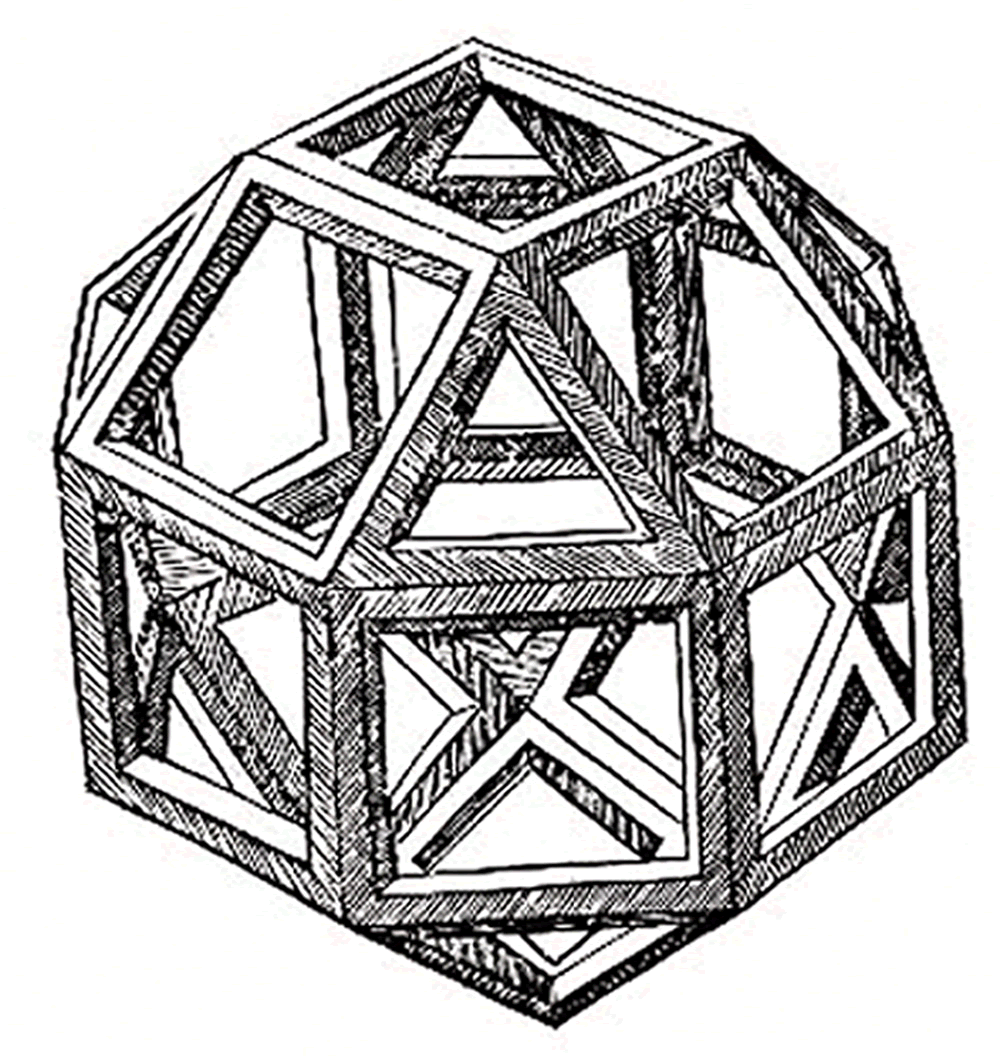
Rhombicuboctahedron
Leonardo da Vinci

A ilustração mais antiga que se conhece onde aparece o Rombicuboctaedro, é um desenho de Leonardo da Vinci na Divina Proportione de Luca Pacioli 1509, Veneza.